# Driving Emotion Type-S
Driving Emotion Type-S (em japonês: ドライビング・エモーション・タイプエス) é um jogo eletrônico simulador de corrida desenvolvido pela Escape e publicado pela Square Co., lançado em março de 2000 para PlayStation 2.
O jogo contém 43 carros reais de fabricantes japonesas e europeias divididos em 4 divisões, 14 circuitos sendo 2 deles reais (Circuito de Suzuka e Circuito de Tsukuba), também conta com interior detalhado dos carros.